# Серце не камінь
«Серце не камінь» — п'єса на чотири дії російського письменника  Олександра Островського. Написана 1879 року.
Вперше опублікована в журналі «Вітчизняні Записки», 1880, № 1.
Прем'єра відбулася в перший раз на сцені Олександрійського театру в бенефіс  Федора Бурдіна 21 листопада 1879 року.

## Дійові особи
- Потап Потапич Каркунов, багатий купець, старий.
- Віра Пилипівна, дружина його, 30 років з невеликим.
- Ісай Данилич Халимов, підрядник, кум Каркунова.
- Аполлінарія Панфілівна, його дружина, за 40 років.
- Костянтин Лукич Каркунов, племінник Потапа Потапич, молодий чоловік.
- Ольга Дмитрівна, його дружина, молода жінка.
- Ераст, прикажчик Каркунова, років 30-ти.
- Огуревна, ключниця, стара.
- Інокентій, мандрівник.